# Tomizava Sója
Tomizava Sója (Csiba, 1990. december 10. – Riccione, 2010. szeptember 5.) japán motorversenyző.
2006-ban mutatkozott be a gyorsaságimotoros-világbajnokságon, azonban egészen 2008-ig csak 1-1 versenyen indult. 2009 óta rendszeres résztvevője volt a sorozatnak, előbb a 250-eseknél, majd 2010-ben az akkor létrejött Moto2-es géposztályban.

## Karrierje
Tomizava komolyabb karrierje az All Japan Road Race Championship nevű japán bajnokságban kezdődött. 2006-ban második lett a 125 köbcentis géposztályban.
2006-ban, 2007-ben és 2008-ban egyaránt elindult a MotoGP japán nagydíján, szabadkártyásként. 2008-ban már a negyedliteresek között indult, ekkor a két pontot érő tizennegyedik helyen ért célba.
2009-ben szerződtették először teljes szezonra, a Technomag-CIP versenyzője volt. Többször pontot szerzett, azonban sokszor ki is esett, így mindössze 32 pontot szerzett.
2010-ben az újonnan létrejött Moto2-ben versenyzett a Suter színeiben. Mindenki legnagyobb meglepetésére a szezonnyitó katari nagydíjon ő nyerte a futamot, Alex Debón és Jules Cluzel előtt.
2010. szeptember 5-én a misanói futamon a versenyző felborult, Scott Redding és Alex de Angelis pedig áthajtottak rajta járművükkel. A japán versenyzőt kórházba szállították, ahol belehalt sérüléseibe.

## Teljes MotoGP-eredménylistája
| Év   | Géposztály | Motor | 1      | 2      | 3      | 4      | 5      | 6      | 7      | 8      | 9      | 10     | 11     | 12     | 13     | 14     | 15     | 16     | 17  | Poz. | Pont |
| ---- | ---------- | ----- | ------ | ------ | ------ | ------ | ------ | ------ | ------ | ------ | ------ | ------ | ------ | ------ | ------ | ------ | ------ | ------ | --- | ---- | ---- |
| 2006 | 125 cm³    | Honda | SPA    | QAT    | TUR    | CHN    | FRA    | ITA    | CAT    | NED    | GBR    | GER    | CZE    | MAL    | AUS    | JPN Ki | POR    | VAL    |     | -    | 0    |
| 2007 | 125 cm³    | Honda | QAT    | SPA    | TUR    | CHN    | FRA    | ITA    | CAT    | GBR    | NED    | GER    | CZE    | SMR    | POR    | JPN 22 | AUS    | MAL    | VAL | -    | 0    |
| 2008 | 250 cm³    | Honda | QAT    | SPA    | POR    | CHN    | FRA    | ITA    | CAT    | GBR    | NED    | GER    | CZE    | SMR    | IND    | JPN 14 | AUS    | MAL    | VAL | 26.  | 2    |
| 2009 | 250 cm³    | Honda | QAT 12 | JPN 10 | SPA 12 | FRA Ki | ITA Ki | CAT Ki | NED Ki | GER 13 | GBR 15 | CZE 13 | IND Ni | SMR 12 | POR Ki | AUS 15 | MAL 16 | VAL 10 |     | 17.  | 32   |
| 2010 | Moto2      | Suter | QAT 1  | SPA 2  | FRA Ki | ITA 6  | GBR 6  | NED 5  | CAT Ki | GER 18 | CZE 10 | IND Ni | SMR Ki | ARA    | JPN    | MAL    | AUS    | POR    | VAL | 13.  | 82   |